# ایستگاه راه‌آهن موسکوفسکی
ایستگاه راه‌آهن موسکوفسکی (انگلیسی: Moskovsky railway station) یک ایستگاه راه‌آهن در سن پترزبورگ، روسیه است.
این ایستگاه که در سال ۱۸۴۷ تأسیس شده به خط راه‌آهن سن پترزبورگ–مسکو و همچنین راه‌آهن جمهوری کریمه، سیبری و شرق اوکراین متصل است.

## نگارخانه

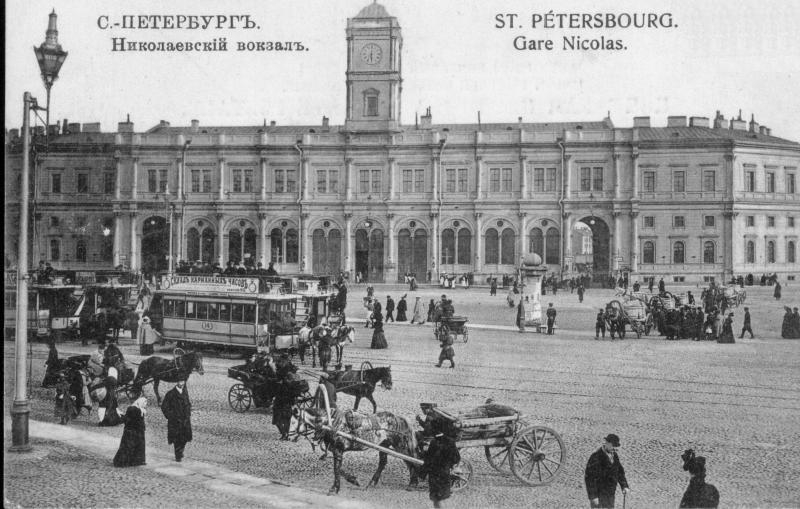
The station in the 1900s
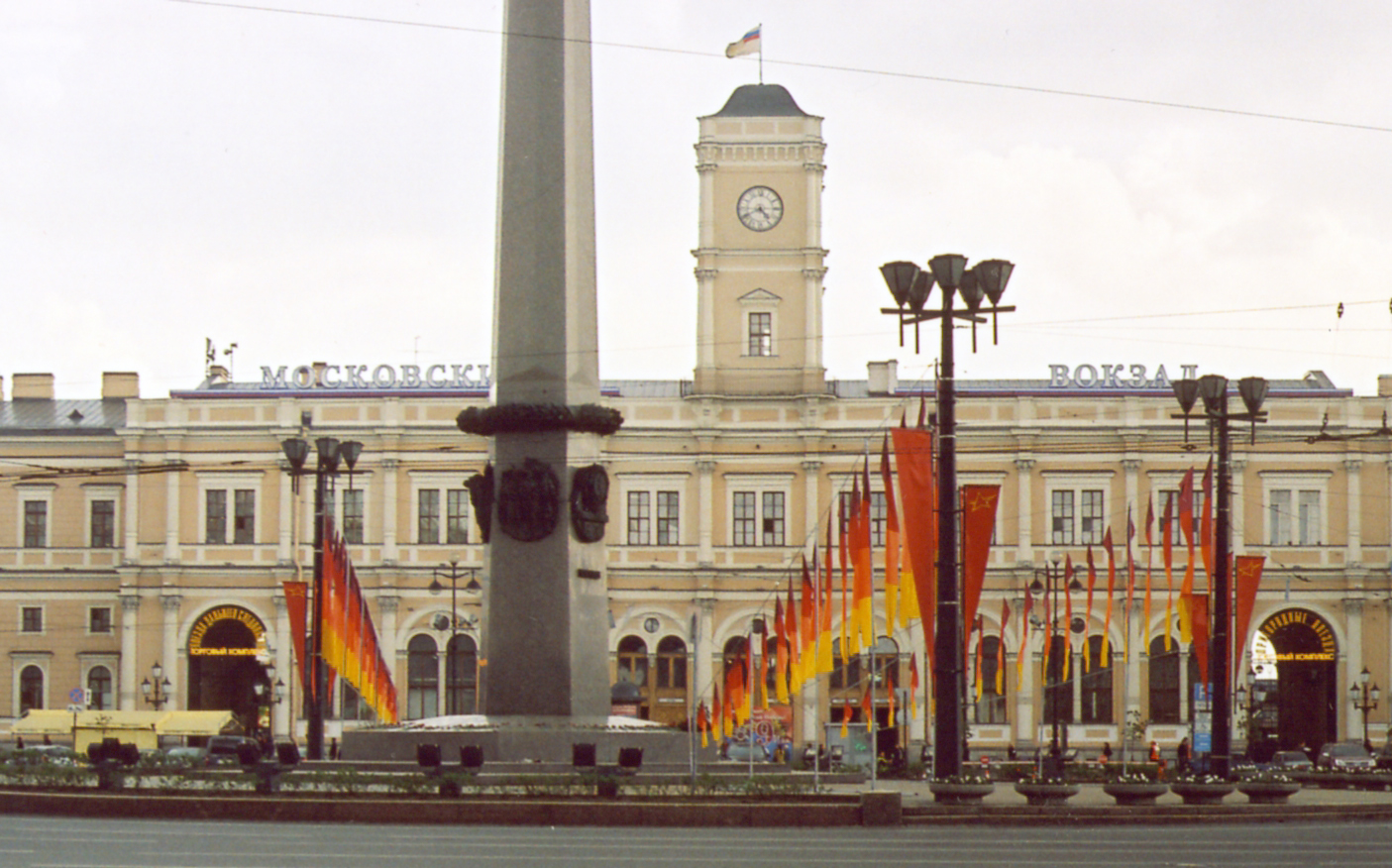
Station on Victory Day
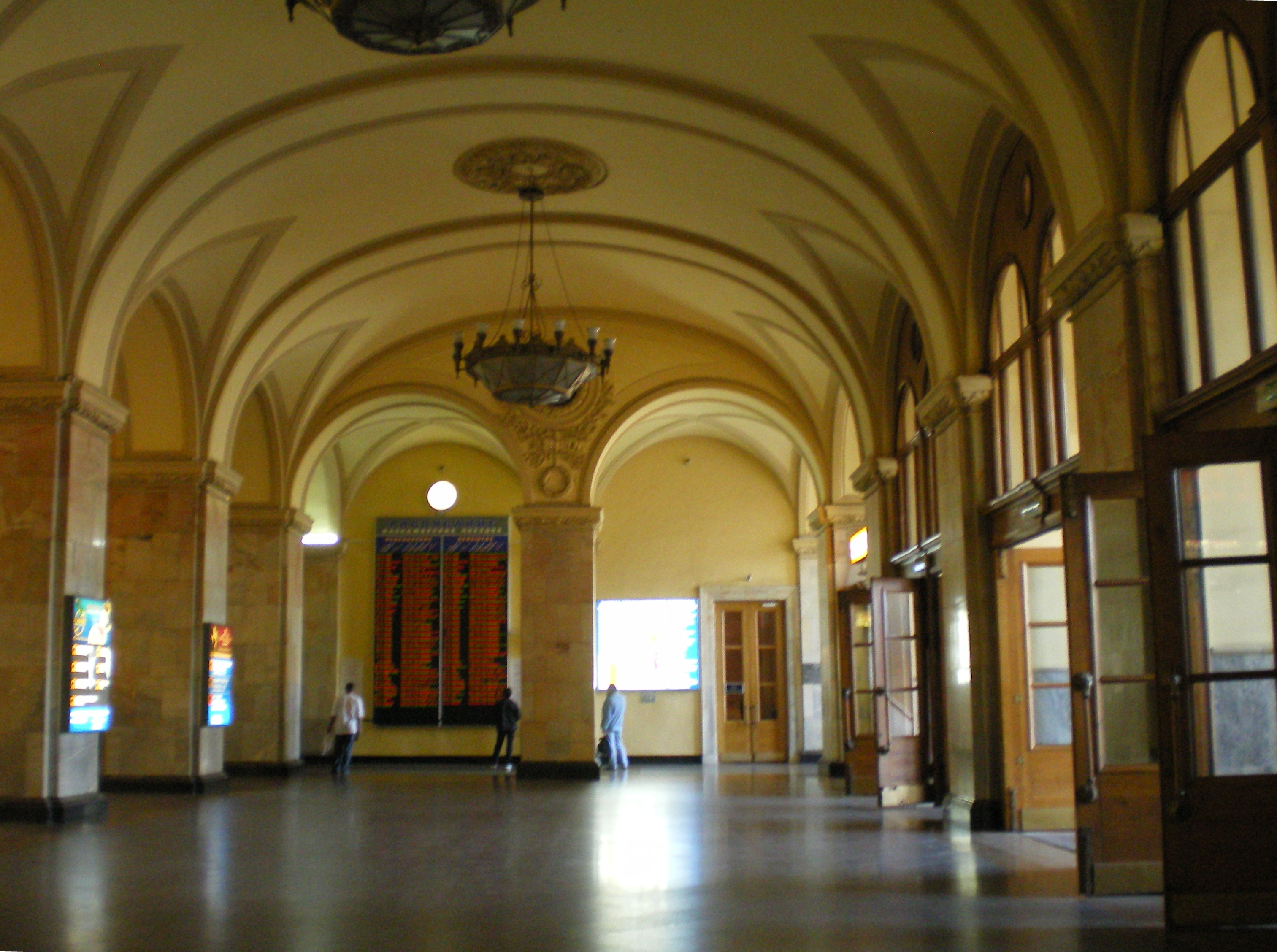
The vaulted hall
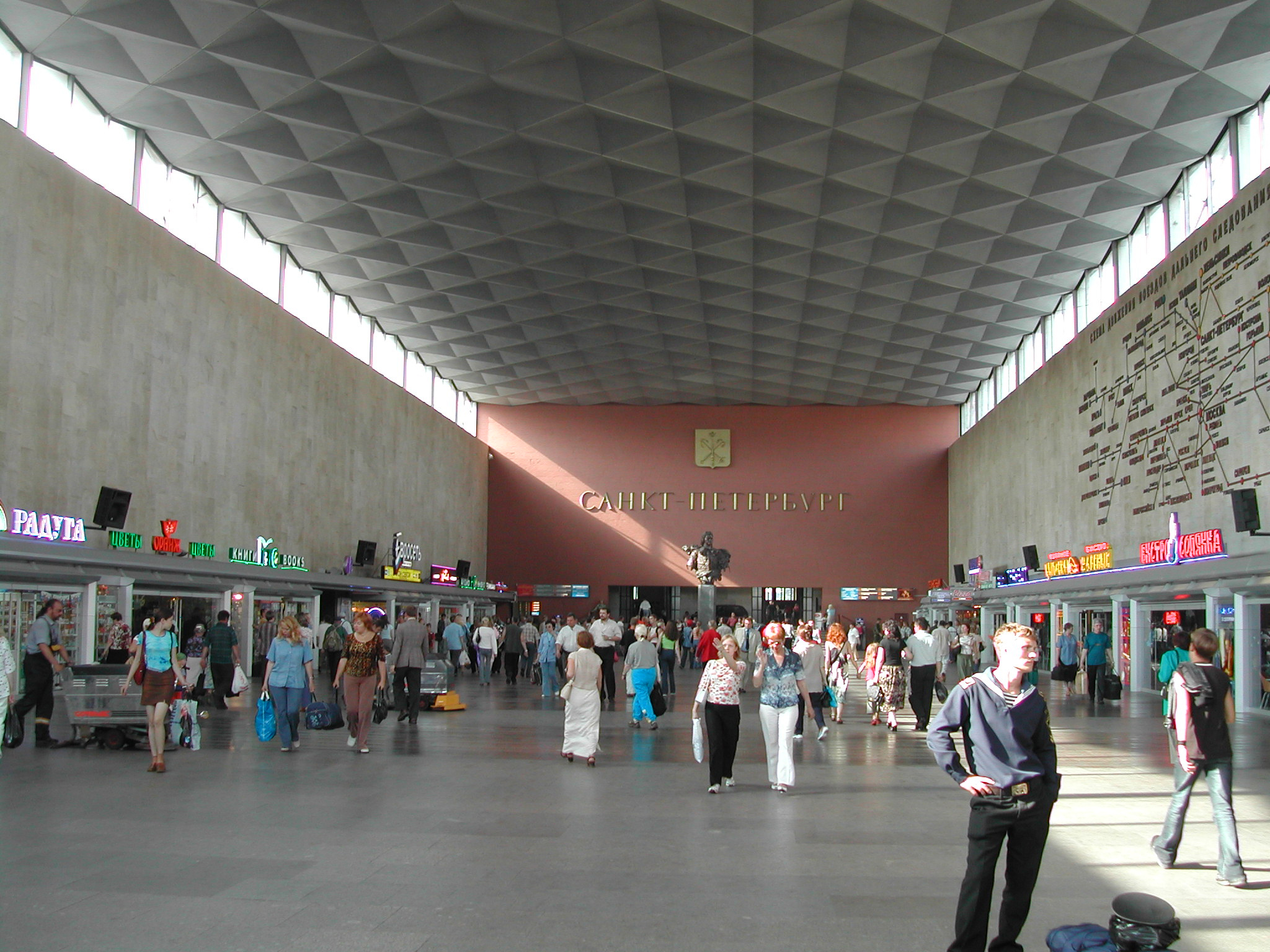
The station's main ticket and waiting hall
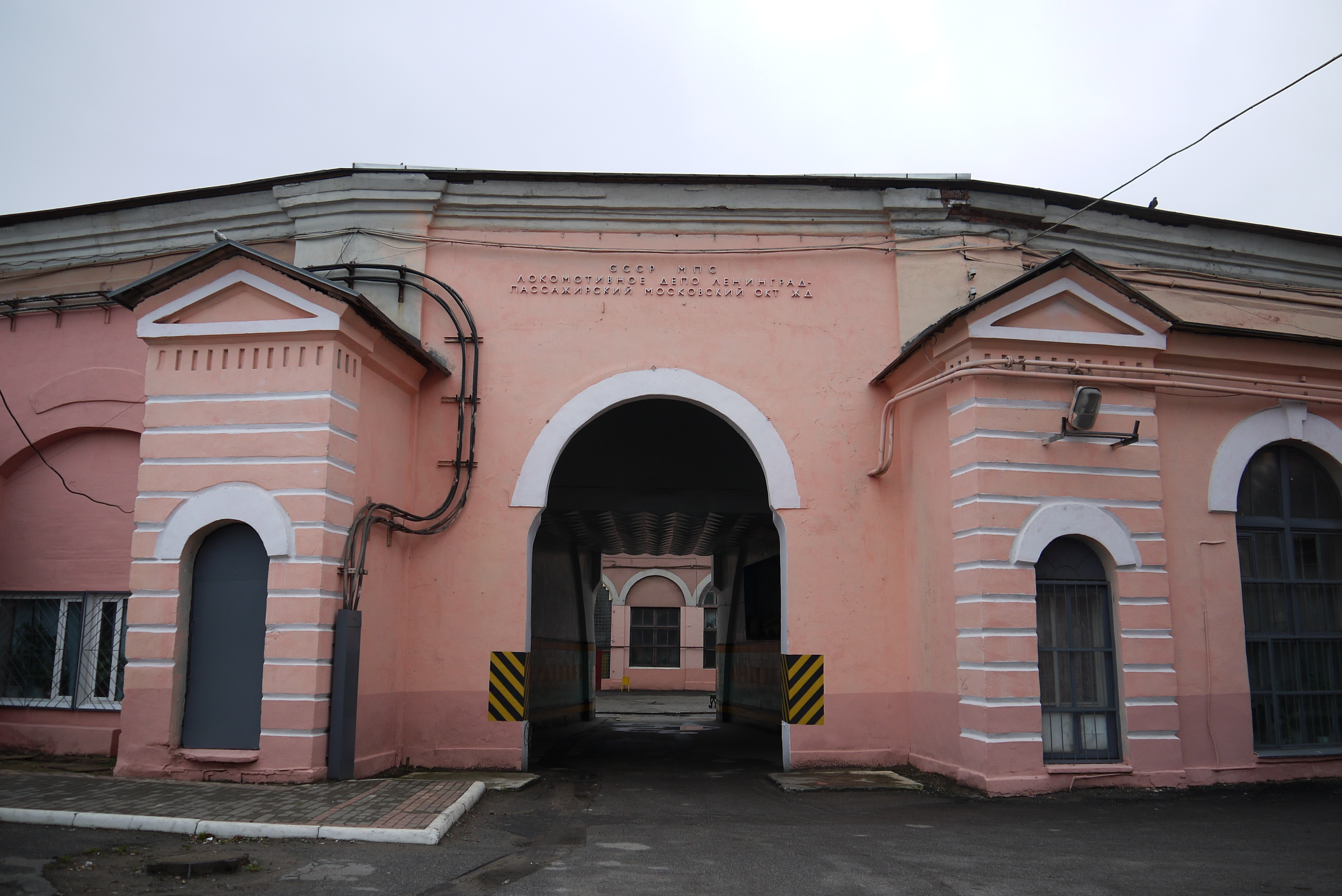
ورودی ساختمان اولیه ایستگاه